# Деотерия
Деотерия или Деутерия (на френски: Deoteria, Deuterie) е първата съпруга (вероятно конкубина) на краля на франките в Австразия Теодеберт I и майка на крал Теодебалд.

## Биография
Деотерия е галороманка от Оверн. Тя се жени в Септимания и има дъщеря Адия. През 532 г. тя среща Теодеберт I († 547/548) и става негова конкубина. Вероятно двамата се женят през 533 г., въпреки че той е сгоден за Визигарда, дъщеря на лангобардския крал Вахо. Деотерия ражда през 537 г. единствения му син Теодебалд. През 537/538 г. Теодеберт I изгонва Деотерия, поради съпротивата на франките и се жени за годеницата си Визигарда, която умира след къс брак.